# Meeting de Paris 2017
Il Meeting de Paris 2017 è stato la 34ª edizione dell'annuale meeting di atletica leggera, e si è svolto allo Stadio Charléty di Parigi, il 1º luglio 2017. Il meeting è stato la settima tappa del circuito di atletica leggera IAAF Diamond League 2017.

## Programma
| # | Orario | Specialità             |
| - | ------ | ---------------------- |
| 1 | 19:08  | Salto in alto          |
| 2 | 19:42  | Salto con l'asta       |
| 3 | 20:14  | 3000 metri             |
| 4 | 20:35  | Lancio del giavellotto |
| 5 | 20:38  | Salto triplo           |
| 6 | 20:40  | 800 metri              |
| 7 | 20:50  | 100 metri              |
| 8 | 21:25  | 110 metri ostacoli     |
| 9 | 21:25  | 200 metri              |

| # | Orario | Specialità       |
| - | ------ | ---------------- |
| 1 | 19:25  | Getto del peso   |
| 2 | 20:03  | 400 metri        |
| 3 | 20:29  | 100 metri        |
| 4 | 21:00  | 3000 metri siepi |
| 5 | 21:40  | 1500 metri       |

     Specialità valide per la Diamond League

## Risultati

### Uomini
| Specialità             |                    | Prestazione | 2º classificato   | Prestazione | 3º classificato           | Prestazione |
| 100 m                  | Ben Youssef Meïté  | 9"99        | Yunier Perez      | 10"05       | Churandy Martina          | 10"23       |
| 200 m                  | Ramil Guliyev      | 20"15       | Churandy Martina  | 20"27       | Rasheed Dwyer             | 20"45       |
| 800 m                  | Nijel Amos         | 1'44"24     | Kipyegon Bett     | 1'44"36     | Ferguson Cheruiyot Rotich | 1'44"37     |
| 3000 m                 | Muktar Edris       | 7'32"31     | Ronald Kwemoi     | 7'32"88     | Yomif Kejelcha            | 7'33"37     |
| 110 m ostacoli         | Ronald Levy        | 13"05       | Andrew Pozzi      | 13"14       | Garfield Darien           | 13"15       |
| Salto in alto          | Mutaz Essa Barshim | 2.35 m      | Bohdan Bondarenko | 2.32 m      | Majed Aldin Ghazal        | 2.32 m      |
| Salto con l'asta       | Sam Kendricks      | 5.82 m      | Renaud Lavillenie | 5.62 m      | Shawn Barber              | 5.62 m      |
| Salto triplo           | Christian Taylor   | 17.29 m     | Will Claye        | 17.18 m     | Max Heß                   | 17.07 m     |
| Lancio del giavellotto | Johannes Vetter    | 88.74 m     | Jakub Vadlejch    | 88.04 m     | Thomas Röhler             | 87.23 m     |

### Donne
| Specialità     |                        | Prestazione | 2º classificato    | Prestazione | 3º classificato                | Prestazione |
| 100 m          | Elaine Thompson        | 10"91       | Marie-Josée Ta Lou | 10"96       | Blessing Okagbare-Ighoteguonor | 11"06       |
| 400 m          | Novlene Williams-Mills | 51"03       | Courtney Okolo     | 51"19       | Shericka Jackson               | 51"91       |
| 1500 m         | Sifan Hassan           | 3'57"10     | Faith Kipyegon     | 3'57"51     | Gudaf Tsegay                   | 3'59"55     |
| 3000 m siepi   | Beatrice Chepkoech     | 9'01"69     | Hyvin Kiyeng       | 9'06"00     | Celliphine Chespol             | 9'07"54     |
| Getto del peso | Lijiao Gong            | 19.14 m     | Anita Márton       | 18.48 m     | Yuliya Leantsiuk               | 18.28 m     |